# Josette Baujard
Pour les articles homonymes, voir Baujard.
Josette Baujard (née le 16 juillet 1935) est une athlète française, spécialiste du 400 mètres.

## Biographie
Elle est sacrée championne de France du 400 mètres en 1958 et 1960.
Elle améliore à deux reprises le record de France du 400 mètres : 57 s 9  le 27 juillet 1958 à Colombes et 57 s 2 le 24 juillet 1960, toujours à Colombes lors de ses deux titres nationaux.